# Списак КХЛ-НХЛ мечева
Списак КХЛ-НХЛ мечева представља списак утакмица које су игране између екипа две најјаче хокејашке лиге на свету: КХЛ и НХЛ. Ово такмичење представља наставак такозване „Супер серије“ коју су у периоду између 1976. и 1991. играли тимови из бившег СССР-а и НХЛ лиге.

## Списак утакмица
| Датум        | Екипе КХЛ лиге        | Рез. | Екипе НХЛ лиге     | Домаћин         |
| ------------ | --------------------- | ---- | ------------------ | --------------- |
| 01.10. 2008. | Металург Магнитогорск | 3:4  | Њујорк ренџерси    | Берн            |
| 04.10. 2010. | СКА Санкт Петербург   | 5:3  | Каролина харикенси | Санкт Петербург |
| 06.10. 2010. | Динамо Рига           | 1:3  | Финикс којотси     | Рига            |
| 3 утакмице   | 1 победа              | 9-10 | 2 победе           |                 |